# Alférez del reino de Aragón

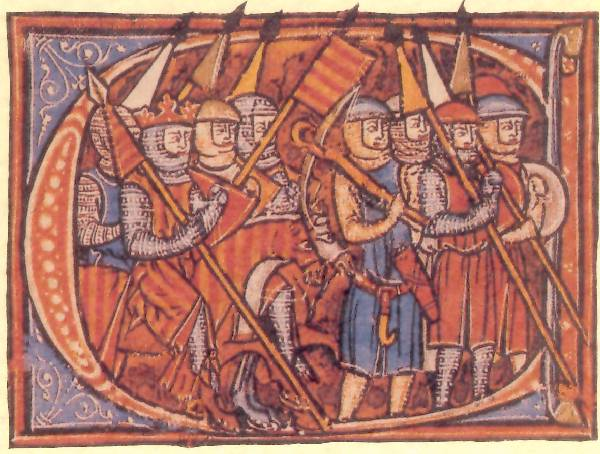
Letra capital del Vidal Mayor
Se representa al rey Jaime I de Aragón; la sobrecota, el guion triangular de la lanza y las bajeras del caballo llevan la Señal Real de Aragón.
A su izquierda está el alférez del Reino de Aragón llevando la Señal Real de Aragón

El Alférez del reino de Aragón o  abanderado del rey de Aragón era un cargo de la máxima dignidad en la Corona de Aragón. Era el encargado de llevar y custodiar la Señera Real del rey de Aragón durante las campañas militares.

## Funciones
El siglo XII en la corte aragonesa apareció el cargo de señalero real con las funciones tanto de cabeza de la guardia personal del soberano como de abanderado del estandarte real en el campo de batalla. En ocasiones ceremoniales también se ocupaba de presentar solemnemente la espada del rey. Jerárquicamente, estaba por debajo del mayordomo del reino de Aragón.
Esta dignidad era muy similar a la del alférez mayor del reino, el cargo homólogo en la Corona castellana. En el condado de Barcelona existe la figura del senescal que, además de las competencias militares, también posee competencias palatinas como el mayordomo del reino de Aragón
Pero con el tiempo fue perdiendo atribuciones y dignidad, hasta el punto de que en la Baja Edad Media solo desarrollaba la función de abanderado real.

## Lista de alférez del reino de Aragón
Entre 1162 y 1196 fueron alférez Ximeno de Atrosillo, Gonçalbo Copelino, Sancho Ramírez, Artal II de Alagón, Tarín y Portolés. En 1229 lo era Pero Cornel III